# Nitroks
Nitroks ili nitrox u ronilačkoj terminologiji je svaka mešavina azota i kiseonika, koja se koristi za disanje pod vodom tokom ronjenja. Upotrebom specifične ronilačke opreme koja podržava disanje nitroks gasne mešavine, u ronjenu može se postići duže vreme ronjenja na manjim dubinama, i značajno skratiti vreme profilaktičkih dekompresionih zastanaka i smanjiti rizik od azotne narkoze ali se može povećati dubina ronjenja. Prema tome nitroksom se ne roni dublje, već sigurnije i duže.
Kiseonik, je koristan i neophodan za život. Međutim njegova nekontrolosana upotreba može postati opasna ako je on u visokim koncentracijama u udisanom vazduhu, jer u organizmu živih bića nastaje hiperoksija, višak kiseonika u tkivima. To je pravi paradoks da kiseonik koji je neophodan za život ćelije može biti i njen otrov. Potencijalno moguće akutno trovanja kiseonikom pri upotrebi nitroksa (sa većim koncentracijama kiseonika), ima neke vrlo štetne efekte koji variraju od vidnih poremećaja do konvulzija koje mogu dovesti do davljenja usled gubitka svesti. Zato kod upotrebe nitroksa postoje dva faktora koja mora da poznaje svaki ronilac kako bi izbegao toksično dejstvo kiseonika: jedan je veličina pritiska kiseonika u plućima, a drugi dužina trajanja ekspozicije.

## Terminologija
- Nitroks — svaka mešavina gasa ukljljučujući i mešavnu atmosferskog vazduh koja sadrži kiseonik i azot
- Normooksični nitroks — mešavina vazduha sa 20,8% kiseonika, 75,8% azota 0,03% ugljen dioksida i oko 1% plemenitih gasova.
- Hiperoksični nitroks, obogaćeni vazduh nitroks (EANx — енгл. Enriche Air Nitrox) ili sigurni vazduh (SA — енгл. Safe Air) — obogaćena mešavina koja sadrži više od 21% kiseonika, ili prema ANDI programu sadrži procenat kiseonika od 22—50%.
- Ekvivalentna dubina vazduha (EAD — енгл. Equivalent Air Depth) — odnos između azota apsorbovanog udisanjem nitroksa na određenoj dubini i dubine na kojoj bi se pojavila ekvivalentna brzina apsorpcije kada se udiše vazduh.
- Parcijalni pritisak kiseonika (PPO2 — енгл. Oxygen partial pressure) ): — atmosferski pritisak x procenat O2 = PPO2
- Maksimalna dubina rada (MOD енгл. Maximum operating depth — PPO2 / procenat O2 = MOD
- Najbolja mešavina (BM енгл. Best Mixh) — PPO2 limit / ATA (pritisak na maksimalnoj dubini ronjenja) = procenat O2 za ronjenje.

## Gasne mešavine koje se koriste u ronjenju
| Naziv mešavine | Sastav                                              |
| -------------- | --------------------------------------------------- |
| Nitroks        | Kiseonik i azot                                     |
| Heliokse       | Helijum i kiseonik                                  |
| Heliar         | Helijum i vazduh, udeo kiseonika manji od 21%       |
| Heliotraks     | Helijum i nitroks, udeo kiseonika manji od 21%      |
| Trimiks        | Helijum, azot i kiseonik                            |
| Hidrelioks     | Vodonik i helijum, ravnoteža kiseonika manja od 4%  |
| Hidroks        | Vodonik i kiseonik, ravnoteža kiseonika manja od 4% |
| Neoks          | Neon i kiseonik                                     |

## Istorija
Istorija nitroksa počela je pre skoro 100 godina kada je tokom 1920-ih ili 1930-ih firma Draeger iz Nemačke konstruisala poseban odvod vazduha za udisanje nitroks uz upotrebu standardnog ronilačkog odela.
Potom je Christian J. Lambertsen predložio proračune za dodavanje azota kako bi sprečio toksično dejstvo kiseonika u tealu ronioca koji koriste mešavinu ronilačkog azota i kiseonika.
U Drugom svetskom ratu ili ubrzo nakon toga, britanski komandosi i drugi profesionalni vojni ronioci ponekad su započinjali ronjenje sa mešavinom kiseonika koji su prilagođavali dfanašnjoj nitroks smeši (i koji su nazvali "mešavina" - mixture) uz upotrebu većih cilindara i pažljivo podešavanje protoka gasa uz pomoć merač protoka. Ova otkrića čuvana su u tajnosti sve dok ih civili nisu samostalno replicirali tokom 1960-ih godina 2. veka.
Tokom 1950-ih američka mornarica (USN) dokumentovala je primenu postupka udisanja obogaćene smeše kiseonikom za vojnu upotrebu, ili onoga što mi danas nazivamo uputstvo za disanje nitroksa (енгл. USN Diving Manualu)..
Godine 1970. Morgan Vells, prvi direktor National Oceanographic and Atmospheric Administration (NOAA), započeo je uvođenje procedura ronjenja sa vazduhom koji je obogacen kiseonikom. On je prvi u okviru ovog centra predstavio koncept ekvivalentne dubine vazduha (EAD). Takođe je razvio proces mešanja kiseonika i vazduha koji je nazvao sistemom neprekidnog mešanja. Već dugi niz godina Vellsov izum je bio jedina praktična alternativa za mešanje parcijalnog pritiska. NOAA je 1979. objavio procedure Vells za korišćenje nitroksa u nauci u Priručniku za ronjenje NOAA.
Godine 1985. Dick Rutkovski, bivši oficir NOAA za bezbednost ronjenje, formirao je IAND (Međunarodnu asocijaciju Nitroks ronioca) i počeo u okviru nje da obučava ronioce za upotrebi nitroksa u rekreativnom ronjenjenju.
Kako se s kraja 20. veka ronjenej nitroksom smatralo opasnim, ronilačka zajednica širom sveta se susrela sa teškim skepticizmom među svojim članoovima. To je rezultovalo 1991. godine, odlukom na godišnjam DEMA sastanku (održanom u Hjustonu, Teksas te godine) da se zabrani ponuđačima nitroks opreme i gasova da obavljaju obuku primenom nitroksa. Ovo je izazvalo burnu reakciju, a kada je DEMA popustio, veliki broj organizacija je iskoristio priliku da prezentuje rad svojih nitro radionica za obuku.
1992. godine BSAC je zabranio svojim članovima da koriste nitroks tokom aktivnosti u okviru BSAC.
Godine 1992. ime IAND-a (Međunarodnu asocijaciju Nitroks ronioca) promenjeno je u Međunarodna asocijacija nitroks tehničkih ronilaca (IANTD), dodajući „T” kada se Evropska asocijacija tehničkih ronilaca (EATD) spojila sa IAND-om. Početkom devedesetih godina 20. veka ova agencijaje podučavale ronioce za upotrebu nitroksa, ali glavne agencije za ribolov i dalje nisu bile u to ukljućene. 
U međuvremenu, prodavnice ronilačke opreme nalazile su čisto ekonomski razlog da ponude nitroks, i tako zarade novac. To je zahtevalo organizaciju čitavog niza novih kurseva za obuku i nakon toga izdavanje sertifikat za korišćenje, nitroksa. Tako su umesto jeftinog ili slobodnog rezervoara, koji je svaki ronilac moga da napuni komprimovanim vazduhom, ronilačke prodavnice utvrdile da ostvaruju dobru zaradu jer naplaćujući premije za prilagođavanje opreme nitroksu običnim, umereno iskusnim roniocima. Sa novim računarima koji su mogli da se programiraju da bi omogućili duže vreme ronjenja i kraće rezidualno otstranjivanje azotnih čestice koje je nitroks omogući, to je bio dalji podsticaje za sportske ronioce da sve više koriste nitroks. 
1993. godine DiveRite je proizveo prvi kompjuter koji je kompatibilan sa nitroksom, pod nazivom „Most”.
Godine 1994. BSAC je promenio svoju politiku prema Nitroksu i najavio u okviru BSAC početak nitroks obuke 1995. godine.
Godine 1996. Profesionalno udruženje instruktora ronjenja (PADI) najavilo je potpunu obrazovnu podršku za nitroks. Takođe su i druge organizacije za snabdievanje u većim gradovima najavile svoju podršku ronjenju uz pomoć nitroksa, što je uspostavila nitroks kao standardnu opciju za rekreativno ronjenje.
Danas se na gotovo svim ronilačkim čamcima u svetu, može vidite jedna ili više zeleno žutom bojom označene ronilačke boce koje u sebi sadrže nitroks ili vazduha obogaćenog kiseonikom, koji se koristi u rekreativnom ronjenju skoro 25 godina.

## Prednosti i nedostaci nitroksa

### Prednosti
Uz upotrebom specifične ronilačke opreme koja podržava nitroks gasne mešavine njene prednosti su:
- manja dubine zarona,
- veća sigurnost od nastanka dekompresione bolesti u slučaju korišćenja tablica za vazduh,
- skraćenje vremena dekompresionih zastanakakra u odnosu na ronjenje sa vazduhom,
- smanjivanje rizika od azotne narkoze,
- manja iscrpljenost nakon izrona.

### Nedostaci
Uz određene prednosti ronjenja sa nitroks smešama, vezana su neka ograničenja:
- Standardi za nitroks se razlikuju od zemlje do zemlje, a naučno nije verifikovan ni jedan.
- Svaka upotreba nitroks gasne mešavine koja je drugačija od vazduha zahteva tačnu analizu mešavine i planiranje ronjenja po toj mešavini (tako da postoji mogućnost pogrešne analize)
- Puno veća mogućnost za toksično delovanje kiseonika i pojavu „kiseoničke epilepsije” zbog većeg parcijalnog pritiska na manjim dubinama nego što je to slučaj sa vazduhom (u slučaju nitroks 36% mešavine radi se o dubini od 34 metra, za razliku od vazduha gdje je isti parcijalni pritisak kiseonika tek na 66 metara dubine).
- Pri ronjenju sa vazduhom, smatra se da je granična dubina pri kojoj počinje toksično delovanje kiseonika 66 m, i to već pri kratkim boravcima karakterističnim za rekreativne zarone, a kod nitrokas to je 34 m.
- Pri dužim boravcima, kiseonik deluje toksično i na manjim dubinama, tako da je granična dubina ronjenja uslovljena i toksičnim delovanjem kiseonika, odnosno njegovim parcijalnim pritskom pri udahu.
- Toksična dejstva gasova nisu uslovljena njihovim procentom u udahnutom disajnom mediju već parcijalnim pritiskom tih gasova. Normalno je da se sa povećanjem dubine povećava i parcijalni pritisak gasova, pa time i kiseonika u nitroks gasnoj mešavini, sa svim posledicama koje to nosi.
- Mogući problemi sa izradom mešavine.
- Ooštećenje opreme zbog povišene koncentracije kiseonika.
- Retencija CO2 sa utjecajem na disanje i acido-bazni status krvi (elektrolitske ravnoteža).
- Povećan rizik od disbarične osteonekroze.[9]

Oblici toksičnog dejstva nitroks gasne mešavine
Toksičnost nakon udisanja nitroks gasne mešavine, sa većim procentom kiseonika, može nastupiti u dva oblika: 
- kao toksičnost pluća ukoliko se nitroks mešavine udišu u dužem vremenskom periodu,
- kao toksičnost centralnog nervnog sistema ukoliko je ronioc izložen djelomično visokim pritiscima kiseonika

## Nitroks dekompresione tablice
Nakon uvođenja nitroks gasne mešavine saćiwenw su i tablice za nitroks mešavine, koje gotovo svaki ronilački kompjuter vrlo lako automatski izračunava. 
I pored toga naviknut na klasične tablice veliki broj ronioca koristi dekompresione tablice za vazduh pri ronjenju sa nitroks gasnom mećavinama, što naravno dodatno smanjuje opasnost od dobijanja dekompresione bolesti, jer je koncentracija kiseonika u vazduhu manja od on u nitroksu.

## Preporuke lekara baromedicine vezana za upotrebu nitroksa
Naglom i ekstremnom ekspanzijom sportskog i rekreativnog ronilaštva izbrisane su granice između onih kojima je ronjenje posao i onih koji se ovim sportom bave isključivo iz zabave i ličnog zadovoljstva. Danas većina ronilačkih centara i klubova nudi kurseve tehničkih ronjenja, koji se najčešće smatraju normalnim nastavkom edukacije svakog ronioca uključujući tu i ronje nitroks gasnom mešavinom.
Većina lekara hiperbarične medicine smatra da je standardno ronjenje sa vazduhom pod pritiskom dovoljno veliki izazov i da nudi najveće zadovoqstvo k u ovoj neobaveznoj, rekreativnoj aktivnosti. No, što god lekari mislili o tome, ronjenja uz upotrebu nitroksa i drugih gasnih smeša su sve češća, a samim tim su učestaliji i specifični medicinski problemi. 
Danas je evidentan visok udeo ronilačkih nesreća kod ronilaca sa veštačkim mješavinama među smrtno stradalima i lekarima u hiperbaričnim centrima. To nameće i potrebu ne samo za dodatnom edukacijom ronilaca već i medicinskog osoblja koje brine o zdravlju ronilaca jer osnovni rizici kod ronjenja sa nitroksom i drugim gasnim mešavinama zahteva vrlo složenu obuku inače natprosečno edukovanih i iskusnih ronilaca, uz visoku cenu opreme, izloženost baznom djelovanju adsorbensa izdahnutog vazduha, nedostatku (hipoksiji) ili višku kiseonika (hiperoksiji) sve do razvoja opasnog trovanja kiseonikom.
Za ronjenja nitroksom i sličnim mešavinama gasova potrebno je veliko iskustvo, visoka disciplina, visoki nivo tehničkog i fiziološkog znanja u vezi opreme i uticaja gasova na organizam i opremu. Razvoj ronjenja na nitroks i druge gasne mešavine takođe traži i dobru edukaciju medicinskih timova u službi hitne medicine, lokalnih stacionarnih zdravstvenih ustanova i, posebno, u dežurnim rekompresionim centrima. 
Zbog svega napred nabrojanog, ronjenje sa nitroksom i drugim mešavinama gasova je neprihvatljiv rizik, koji specijalisti baromedicine na preporučuju rekreativcima i sportistima – i predlažu im „ronite na vazduh rizik je manji”.

## Spoljašnje veze
- Exotic diving gases — Autor: Matti Anttila, Ph.D (језик: енглески)

|  | Molimo Vas, obratite pažnju na važno upozorenje u vezi sa temama iz oblasti medicine (zdravlja). |